# NGC 5002
NGC 5002 este o galaxie spirală situată în constelația Câinii de Vânătoare. A fost descoperită în 27 aprilie 1865 de către Heinrich Louis d'Arrest. Se află la o distanță de 13,43 megaparseci de Pământ.